# Explorations (álbum de Bill Evans)
Explorations es un álbum de jazz del pianista Bill Evans publicado por la discográfica Riverside en 1961. El álbum ganó el Premio Billboard de la Crítica al Mejor LP de Piano en 1961.

## Historia
Explorations fue el segundo álbum de Evans con su trío, formado por Scott LaFaro al bajo y Paul Motian a la batería. Evans lo consideró uno de sus favoritos de este periodo. El productor, Orrin Keepnews, habla  en las notas incluidas con el CD sobre las dos piezas extras liberaron en CD, "Beautiful Love (take 1)" y "The Boy Next Door"; la primera versión de "Beautiful Love" incluida en el LP original era una segunda toma, de hecho Keepnews especifica, "no es el caso habitual que un segundo intento que inmediatamente siguió el primero. Antes ese mismo día, él (Bill Evans) la tocó una vez; los dos la aprobamos, y  él pasó a algo diferente. Mucho más tarde, decidió probar un segundo 'Beautiful Love', el cual preferiria sobre la primera ." "The Boy Next Door" fue en cambio apartada debido al espacio limitado del LP.
El álbum fue remasterizado y reeditado por Original Jazz Classics en 2011 con dos tomas alternativas nunca publicadas.

## Recepción
El álbum ganó el Premio Billboard de la Crítica al Mejor LP de Piano en 1961.
David Rickert de All About Jazz escribió: "...Evans reclama ser oído, seduciendote con su indeleble interpretación emocional... El trío trabaja mágicamente aquí, dando un soplo de aire fresco a estándares como 'How Deep Is the Ocean?' y 'Beautiful Love' y creando la ilusión de que estas canciones estuvieron escritas justo para que alguien como Evans pudiera tocarlas. El punto destacado del álbum es 'Elsa', qué es una de las baladas de piano más bonitas registradas." El crítico Thom Jurek, para Allmusic, dijo del álbum: "Evans, con Paul Motian y Scott LaFaro, eran algo como trío, explorando los fondos de construcciones melódicas y rítmicas que nunca habían sido consideradas por la mayoría...Explorations es un ejemplo extraordinario  del alcance y amplitud de este trío en su cumbre."

## Track listing
1. "Israel" (John Carisi) – 6:12
2. "Haunted Heart" (Arthur Schwartz, Howard Dietz) – 3:28
3. "Beautiful Love" (take 2)(Wayne King, Egbert van Alstyne, Victor Young, Haven Gillespie) – 5:07
4. "Beautiful Love" (take 1) – 6:04
5. "Elsa" (Earl Zindars) – 5:10
6. "Nardis" (Miles Davis) – 5:49
7. "How Deep Is the Ocean?" (Irving Berlín) – 3:31
8. "I Wish I Knew" (Harry Warren, Mack Gordon) – 4:39
9. "Sweet and Lovely" (Gus Arnheim, Jules LeMare, Harry Tobias) – 5:52
10. "The Boy Next Door"  (Hugh Martin, Ralph Blane) – 5:06

- Las pistas 4 y 10 no eran parte del álbum original.

### Reedición de 2011 CD
1. "Israel"
2. "Haunted Heart"
3. "Beautiful Love" [Take 2]
4. "Elsa"
5. "Nardis"
6. "How Deep Is the Ocean?"
7. "I Wish I Knew" (Harry Warren)
8. "Sweet and Lovely"
9. "The Boy Next Door"
10. "Beautiful Love" [Take 1]
11. "How Deep Is the Ocean?" [Take 2]
12. "I Wish I Knew" [Take 2]

## Artistas
- Bill Evans - piano
- Scott LaFaro - bajo
- Paul Motian - percusión

### Personal adicional
- Orrin Keepnews - Productor
- Bill Stoddard - ingeniero
- Jack Matthews - ingeniero de masterización